# Marco Prastaro
Marco Prastaro (8. prosince 1962 Pisa) je italský římskokatolický duchovní a biskup Asti.

## Život
Narodil se 8. prosince 1962 v Pise.
Vstoupil do kněžského semináře v Turíně. Dně 22. května 1988 byl kardinálem Anastasiem Albertem Ballestrero vysvěcen na kněze. Stal se farním vikářem u svatého Petra a Pavla v Carmagnole. Roku 1994 byl přemístěn do farnosti sv. Petra a Pavla v Turíně, poté do Gesù Operaio. Roku 1999 odešel jako misionář fidei donum do Keni. Zde působil ve farnosti v Lodokeje a roku 2006 byl ustanoven generálním vikářem v diecézi Maralal.
V říjnu 2011 se vrátil do Itálie. Sloužil jako farář ve farnosti sv. Ignáce z Loyoly v Turíně a jako ředitel diecézního úřadu pro misie. Dne 1. září 2016 se stal biskupským vikářem a následující rok moderátorem kurie. Dne 16. srpna 2018 jej papež František jmenoval biskupem Asti. Biskupské svěcení přijal 21. října z rukou arcibiskupa Cesare Nosiglii a spolusvětiteli byli biskup Francesco Guido Ravinale a biskup Virgilio Pante.